# 윤유선 (의사)
윤유선(尹裕善, 1910년 9월 3일 - 1987년)은 일제강점기와 대한민국의 피부과, 비뇨기과, 나병과의사, 대학 교수, 연구인이다. 세브란스의전을 졸업하고 동경제국대학교를 졸업하고 미국 존스 홉킨스 대학교에서 공중보건학을 전공하였다. 호는 남정(南庭)이다.
이후 세브란스의과대학과 이화여자전문학교의 의학 교수로 교편을 잡다 1947년 미군정청 보건후생부에서 근무하면서 보건 관료로 활동하였다. 이후 1948년 보건후생부 방역과장, 정부수립 후 보건부 의정국 방역과장, 1952년 중앙성병원(中央性病院) 기정과 보건부 의정국 만성병과장 등을 지내고 미국에 파견되었다. 1954년 미국 체류중 보건부 의정국장 서리에 임명되고 그해 11월 보건부 의무국장이 되었다. 1955년 보건부 의정국장에 임명되었다. 1956년 보건사회부 중앙방역연구소장 기감(技監)에 임명되고, 1958년 다시 보건사회부 의정국장에 임명되었다. 이후 보건사회부 의정국장과 중앙방역연구소장, 중앙보건원, 국립보건원, 국립의료원의 원장을 역임했다.
그밖에 1951년 세계결핵협의회에 한국측 대표의 한사람으로 파견되었으며 1953년 보건행정 시찰 차 하와이에 파견되었다. 이후 국립의료원장, 한양대 의대 학장 등을 지냈는데, 정치인 겸 독립운동가인 서상일(徐相日)의 사위이기도 했다.

## 생애

### 초기 활동

#### 출생과 소년기
윤유선은 1910년(융희 4년) 9월 3일 충청남도 아산군 둔포면 관대리(頓浦面 舘垈里)에서 자헌대부 육군참장 윤영렬의 손자이자 통정대부 윤치명의 아들로 태어났다. 대한제국의 교육자 윤치오와 사헌부감찰을 지낸 윤치소는 그의 숙부였고, 대한민국 임시의정원 의원과 서울특별시장, 대한민국의 제4대 대통령을 지낸 윤보선, 서울대학교의 부총장과 총장을 지낸 병리학자 윤일선은 모두 그의 사촌 형이었다. 독립운동가 겸 정치인 좌옹 윤치호는 그의 5촌 당숙이었다.
아산 출신인 아버지 윤치명은 본가가 있는 둔포면 신항1리 근처인 둔포면 관대리로 분가하여 살았다. 그뒤 그는 서울로 상경하여 배재고등보통학교(培材高等普通學校)를 졸업하고 1931년 3월 세브란스 의학전문학교에 입학하였다. 세브란스 의학전문학교 재학 중에는 농구부 부원으로도 활동하였다. 1931년부터 1934년까지 중앙기독교청년회를 비롯한 청년단체에서 주관하는 농구대회에 윤유선은 세브란스의전 농구부 대표선수의 한 사람으로 여러번 출전하였다.

#### 유학과 연구 활동
1935년 3월 14일 세브란스 의학전문학교 제13기로 졸업하고, 모교인 세브란스연합의학전문학교의 피부비뇨기과 교실 조교(부수)로 활동하였다. 세브란스의전 피부비뇨기과 교실에 있을 때도 대학 운동부에 참여하여, 세브란스의전 운동부의 무도부 부원으로 활동했다.
1936년까지 세브란스 내과 부수, 1936년부터는 세브란스의과전문학교 피부과 및 비뇨기과의 조수를 지냈다. 그 뒤 일본으로 유학, 도쿄 제국대학 의학부에서 피부과와 비뇨기과를 수학하였다. 도쿄 제국대학 의학부를 졸업하고 동대학의 대학원으로 진학하였다. 그뒤 1941년부터는 모교인 세브란스의전의 강사가 되어 1945년까지 재직했다.
1943년 10월 21일 논문 '생체호르몬'을 도쿄 제국대학에 제출, 1944년 도쿄 제국대학에서 논문 '생체호르몬'으로 논문이 통과되어 의학박사 학위를 취득하였다.

### 보건 연구 활동

#### 교육, 공직 활동
해방 후 세브란스의과대학 피부비뇨기과 교수와 이화여자전문학교 의학부 교수를 역임하였다. 1945년 9월 2일 미 군정이 주둔하고 미군정청에서 위생국을 설치한 후 위생국 직원이 되었다. 1946년 록펠러재단의 후원을 받아 10인의 의사를 선발하여 미국의 3개 보건대학원인 존스 홉킨스(최제창, 백행인, 윤유선), 미시간(최창순, 김동철, 주인호, 한범석), 하버드 대학교(황용운, 송형래, 최명룡)에 보내 공중위생 및 보건행정을 연수시켰다. 윤유선은 이때 존스홉킨스 대학의 공중보건과정에 선발되어 미국 존스 홉킨스 대학에 연수 다녀왔다. 미국에서 연수중에는 공중보건학을 배우고 특별히 성병예방 분야에도 관심을 가지고 수학하였다. 1947년 봄 수료와 동시에 귀국하였다.
1947년 공직에 올라 미군정청 보건후생부 성병과장(性病課長), 1948년 보건후생부 방역과장이 되었으며, 8월 15일 정부수립 후 보건부 의정국 방역과장으로 유임되었다. 그 해 보건부 의정국 만성병과장으로 전임되었다가 같은 해 미국으로 건너가 미국 존스 홉킨스대학 공중보건학교를 수료하였다.

#### 사회복지 보장제도 도입
1951년 세계결핵협의회에 한국측 대표의 한사람으로 파견되었으며 1952년 중앙성병원(中央性病院) 기정과 보건부 의정국 만성병과장을 역임하고 1953년 보건행정 시찰 차 하와이에 파견되었다. 1954년 미국 체류중 보건부 의정국장 서리에 임명되고 그해 11월 보건부 의무국장이 되었다. 1955년 이사관으로 승진, 보건부의사국장이 되고 그해 5월 보건사회부 예방의약국장을 거쳐 7월 보건사회부 의정국장에 임명되었다.
그는 보건부 의정국장 재직 당시 대한민국 정부 차원에서 의료보험을 포함한 사회보장 제도를 도입할 것을 주장했고, 이를 주도적으로 이끌었다. 1959년 10월부터 그는 보건사회부 공무원들을 중심으로 매주 목요일 오후에 '의료보험제도도입을 위한 연구회'를 열기 시작하였다. 그 외에 손창달, 양재모(梁在謨), 엄장현(嚴章鉉) 등이 참석했고 참석자는 모두 8명이었다고 한다. 이 모임은 목요회라는 보건사회부 내의 연구모임으로 발전했다. 그의 목요회 연구에 자극을 받아 당시 보건사회부에서는 의료보험은 의정국에서, 실업 및 노동재해보험은 노동국에서, 공공부조는 사회국에서 각기 연구를 하기 시작하였다.

#### 전문의 제도 도입
1956년 보건사회부 중앙방역연구소장 기감(技監)에 임명되고, 1957년 WHO서태평양지구회의의 한국측 대표의 한 사람으로 파견되었다, 1958년 다시 보건사회부 의정국장에 임명되었다.
1959년 윤유선은 국립보건원(현 국립보건연구원) 제2대 원장이 되었다. 이때 그는 전문의 제도의 도입을 주장, 1960년도에 시행할 전문의 시험의 시행방법을 결정하기 위하여 1959년 11월 개최한 제1차 의료업자 전문과목표방허가 심의위원회의 위원이 되고, 곧 의료업자 전문과목표방허가 심의위원회 위원장에 선출되었다. 1962년 7월 중앙공무원교육원의 공무원교육준비위원에 위촉되었다. 한편 그도 1963년에 제1차 예방의학 전문의 시험에 합격, 예방의학 전문의 1호 면허를 취득하였다.

### 생애 후반

#### 국립보건원 원장 재직
1963년 12월 16일 국립보건원, 국립방역연구소, 국립화학연구소, 국립생약시험소가 통합하여 국립보건원이 발족되자 초대 원장으로 임명되었다. 1964년 2월 24일 국립의료원 원장(國立醫療院 院長)에 임명되었다. 그해 대한공중보건협회(대한보건협회의 전신) 회장에 선출되었다. 이후 연세대학교 의과대학 교수로 출강했다.
1965년 5월 3일 다시 국립보건원 원장(國立保健院 院長)에 임명되고, 1966년 12월 국립보건원 원장에 재임명되었다. 1967년 6월에는 일본 시찰을 하고 돌아온 뒤 11월 북유럽 의료시찰을 마치고 귀국하였다.

#### 은퇴와 최후
1969년 4월 29일 보건의료원원장직을 의원면직하고 이후 한양대학교 의과대학 교수가 되었으며, 1969년 7월 한양대학교 의과대학 학장이 되었다. 그해 7월 대한나협회 회장에 추대되었다. 1971년 12월 한양대 의대 학장에서 정년퇴임하고 이후 한양대 의대 예방의학교실 주임교수로 활동하였다.
1974년 한양대 예방의학교실 교수에서 퇴직하고 미국으로 이민, 1987년 미국 시카고에서 사망했다.

### 사후
사후 캘리포니아주의 게이트 오프 헤븐(Gate of Heaven Cemetery) 묘지에 안장되었다.

## 가족 관계
- 할아버지 : 윤영렬(尹英烈, 1854년 음력 4월 15일 - 1939년 양력 11월 4일)
- 할머니 : 한진숙(淸州韓氏 韓鎭淑, 1851년 ~ 1938년 2월 18일)
  - 백부 : 동암 윤치오(東庵尹致旿, 1869년 음력 8월 5일 - 1950년 양력 12월 22일)
  - 숙부 : 동야 윤치소(東野尹致昭, 1871년 음력 8월 25일 - 1944년 양력 2월 20일)
    - 사촌 형 : 윤보선(尹潽善, 1897년 8월 26일 - 1990년 7월 18일)
    - 사촌 동생 : 윤원선(尹源善, 1910년 10월 27일 - 1971년 12월 16일)

  - 숙부 : 악연 윤치성(岳淵尹致晟, 1875년 음력 3월 2일 - 1936년 양력 8월 11일)
- 아버지 : 윤치명(尹致明, 1885년[11][12] 음력 9월 - 1944년 양력 4월 21일)
- 어머니 : 이명숙(李明淑, 용인이씨, 1884년 5월 10일 - 1954년 11월 6일), 이효원(李孝源)의 딸
- 부인 : 김정애(? - ?)
- 부인 : 서병주(徐丙周, 1916년 2월 3일 - ?, 독립운동가 서상일(徐相日)의 딸)
  - 딸 : 윤현구(尹賢求, 1939년 7월 31일 ~ )
    - 사위 : 리처드 퍼커, 미국인, 대학교수
      - 외손자 : 알렉산더 퍼커

  - 딸 : 윤은구(尹恩求, 1940년 11월 10일 ~ )
  - 사위 : 박형득(朴炯得, 본관은 무안, 법학박사) - 박태식(朴泰植)의 아들
- 장인 : 서상일(徐相日, 1886년 7월 9일 - 1962년 4월 18일, 호는 동암)
  - 처조부 : 서봉기(徐鳳基)

## 기타
그의 사촌 윤일선이 의사였고 윤일선의 아들 윤탁구와 그의 동생 윤종구가 의사였다. 5촌 당숙 윤치왕 역시 의사였다.

## 같이 보기
- 윤치명
- 윤치성
- 서상일
- 윤치왕
- 윤일선
- 윤탁구
- 피부비뇨기과

## 관련 자료
- 이준상, 김옥진, 〈국립보건원의 변천〉, 대한의사학회, 《의사학 제9권 제1호:통권 제16호》(대한의사학회, 2000)